# SELCAL
SELCAL은 여러 개의 무선국 가운데 원하는 무선국만을 호출하는 방식이다. 같은 반송파를 사용하는 여러 개의 무선국이 있을 때 목적하는 무선국만을 호출하기 위하여 상대국에 대한 선택 신호를 보냄과 동시에 타국의 송수신 기능을 정지하는 방식이다. 항공, 콜택시 무선이나 항만 전화 따위에 쓴다.

## 같이 보기
- 통신 위성

## 참고 문헌
- www.selcalweb.co.uk - Online searchable selcal database - updated weekly 보관됨 2009-07-10 - 웨이백 머신
- Aviation Spectrum Resources, Inc.: About Selective Calling (SELCAL)
- SKYbrary: SELCAL
- IVAO: SELCAL Information
- selcal.co.uk: What are SELCALs?